# Габрієль Гонсалес Відела
Габріє́ль Гонса́лес Віде́ла (ісп. Gabriel González Videla, ісп. вимова: [ɡaˈβɾjel ɣonˈsalez βiˈðela]; 22 листопада 1898, Ла-Серена — 22 серпня 1980, Сантьяго) — чилійський політичний діяч, займав пост президента Чилі в 1946—1952 роках.
До обрання на пост президента займав посади сенатора, депутата, посла Чилі у Франції (1939—1941), Португалії (1941—1942) і Бразилії (1943—1944), постійного представника Чилі в ООН.